# Hochplattig
Hochplattig (2 768 m n. m.) je nejvyšší hora hřebene Mieminger Kette. Nachází se na území okresu Imst v rakouské spolkové zemi Tyrolsko asi 6 km jihovýchodně od města Ehrwald. Na vrchol vystoupil jako první 11. srpna 1872 Hermann von Barth.